# Pseudoboodon gascae
Espèce
Pseudoboodon gascae est une espèce de serpents de la famille des Lamprophiidae. 

## Répartition
Cette espèce se rencontre en Éthiopie et en Érythrée.

## Étymologie
Cette espèce est nommée en l'honneur du capitaine Achille Gasca.

## Publication originale
- Peracca, 1897 : Intorno ad alcuni Ofidii raccolti a Maldi (Eritrea) dal Capitano A. Gasca. Bollettino dei Musei di Zoologia e di Anatomia Comparata della R. Università di Torino, vol. 12, n. 273, p. 1-3 (texte intégral).